# Rezo (canción)
"Rezo" es el título de una canción interpretada por el cantautor y actor puertorriqueño-estadounidense Carlos Ponce, incluída en su álbum debut de estudio homónimo, titulado Carlos Ponce (1998). La canción fue escrita por Ponce y co-escrita y producida por Freddy Piñero, Jr. Fue lanzado como sencillo principal del álbum el 20 de abril de 1998 por la empresa discográfica EMI Latin. Una balada pop latino y tropical con un coro de gospel, el cantante dirige una oración por la mujer que desea. También se incluyó en el álbum una remezcla de la pista. La canción recibió reacciones positivas de tres periodistas musicales .
La canción recibió un premio latino de Broadcast Music, Inc. (BMI) en 2000. Comercialmente encabezó las listas en todos los países de habla hispana de Centroamérica así como las listas Billboard Billboard Hot Latin Tracks y Latin Pop Airplay en Estados Unidos. También alcanzó el número cuatro y tres en las listas de baladas de Colombia y México, respectivamente. Se filmó un video musical de "Rezo" que presenta a la modelo mexicana Barbara Coppel. Fue nominado en la categoría de Video del Año en la 11ª Entrega Anual de los Premios Lo Nuestro en 1999.

## Antecedentes y composición
Carlos Ponce comenzó su carrera en el entretenimiento como actor de telenovelas y desempeñó papeles protagónicos en Guadalupe (1993-1994) y Sentimientos ajenos (1996-1997). Ponce también presentó el programa de variedades en español Control en Univisión durante tres años, lo que le valió dos premios Ace al presentador destacado en 1996 y 1997. Ponce había expresado interés en cantar y había pedido al músico cubano-estadounidense Emilio Estefan que produjera su álbum. “Hace ocho años que le decía a Emilio: 'Un día te traeré mi propuesta musical'”, recordó Ponce. Cuando Ponce apareció en el programa de entrevistas en español El show de Cristina, le pidieron que cantara. Al día siguiente, recibió llamadas de sellos discográficos pidiéndole a Ponce que se uniera a su empresa. Ponce decidió grabar con EMI Latin citando la falta de baladistas masculinos latinos en el sello. El presidente de EMI Latin , José Behar, se acercó a Estefan para trabajar con Ponce en el disco, a lo que este último accedió después de escuchar la interpretación del artista. Ponce explicó que quería colaborar con Estefan para ayudarlo potencialmente a pasar al mercado de habla inglesa.
El álbum debut homónimo de Ponce finalmente se lanzó el 19 de mayo de 1998, y Stephen Thomas Erlewine de AllMusic describe como una "colección atractiva, aunque formulada, de pop latino ". Estefan y Kike Santander se encargaron de la producción del disco y la grabación se llevó a cabo en los Crescent Moon Studios en Miami, Florida. Una de las cuatro baladas pop sentimentales que compuso para el álbum fue "Rezo", que fue coescrita con Freddy Piñero, Jr. e inspirada en un poema que alguna vez escribió Ponce. Una balada tropical " percusiva " con un "himno de pop y gospel ", Una "historia de amor reticente", Ponce dirige una oración en la que promete a una mujer que desea que ella vea "lo que ¿Cómo es vivir" cuando ella está con él? El coro gospel de la canción es interpretado por estudiantes de la es . También se incluyó en el álbum un remix de club de la pista.

## Promoción y recepción
"Rezo" fue lanzado como sencillo principal del álbum el 20 de abril de 1998. Ponce interpretó la canción en vivo en Sábado Gigante, el "Concierto del Siglo" en el Miami Arena, y en la gira promocional del álbum. Ponce también cantó una versión en spanglish desconectada en el programa Live with Regis y Kathie Lee . La crítica del Miami Herald, Leila Cobo, calificó la canción como "un placer para el público". Mario Tarradell del Dallas Morning News afirmó que "Rezo" es "una de esas canciones innegables" y admiraba el "apasionado" barítono de Ponce. Escribiendo para el Houston Chronicle, Joey Guerra consideró que la pista "logra una dulzura genuina en forma de balada" y que su estribillo le da un "sabor conmovedor". Guerra también elogió el remix de la canción, que describió como "hábil". Fue reconocida como canción premiada en los Premios Latinos BMI 2000. Se filmó un video musical de "Rezo" que Cobo consideró "sexy" y presenta a la modelo mexicana Barbara Coppel; Fue nominado en la categoría de Video del Año en la 11ª. Entrega Anual de los Premios Lo Nuestro, pero perdió ante "Esperanza" (1998) de Enrique Iglesias .
Comercialmente, la canción encabezó las listas de éxitos en los países de habla hispana de Centroamérica. Fue un éxito entre los cinco primeros en Colombia y en la lista de baladas mexicanas. En Estados Unidos, "Rezo" debutó en el puesto 17 de la lista Billboard Hot Latin Tracks en la semana del 13 de junio de 1998.  El sencillo alcanzó la cima de la lista tres semanas después, sucediendo a "Suavemente" de Elvis Crespo . Pasó tres semanas consecutivas en este puesto antes de ser reemplazada por la canción "Yo nací para amarte" de Alejandro Fernández .  La canción también alcanzó la cima de la lista Latin Pop Airplay, donde permaneció un total de ocho semanas en esta posición, empatando con "No sé olvidar" de Fernández como la canción número uno más larga del año.

## Listas
| Lista (1998)                       | Máxima posición |
| ---------------------------------- | --------------- |
| Colombia (Notimex)                 | 4               |
| Costa Rica (Notimex)               | 1               |
| El Salvador (Notimex)              | 1               |
| Guatemala (Notimex)                | 1               |
| Honduras (Notimex)                 | 1               |
| Mexico Ballads Chart (Notimex)     | 3               |
| Nicaragua (Notimex)                | 1               |
| Panamá (Notimex)                   | 1               |
| Estados Unidos (Hot Latin Songs)   | 1               |
| Estados Unidos (Latin Pop Airplay) | 1               |

| Lista (1998)                     | Posición |
| -------------------------------- | -------- |
| US Hot Latin Tracks (Billboard)  | 13       |
| US Latin Pop Airplay (Billboard) | 11       |

### Sucesión en las listas
| Predecesor: «Suavemente» de Elvis Crespo | U.S. Billboard Hot Latin Tracks — Sencillo N°. 1 27 de junio de 1998 - 17 de julio de 1998 | Sucesor: «Yo nací para amarte» de Alejandro Fernández |

| Predecesor: «Corazón prohibido» de Gloria Estefan | U.S. Billboard Latin Pop Airplay — Sencillo N°. 1 27 de junio de 1998 - 21 de agosto de 1998 | Sucesor: «Te quiero tanto, tanto» de Onda Vaselina |

## Formatos y lista de canciones
Sencillo promocional español
1. Rezo (remezcla de radio) – 4:18
2. Rezo (remezcla extendida del club) - 7:47
3. Rezo (mezcla de doblaje) - 5:43

Sencillo promocional español
1. "Rezo" - 3:36